# Октябрськ (Учалинський район)
Октя́брськ (рос. Октябрьск, башк. Октябрьск) — присілок у складі Учалинського району Башкортостану, Росія. Входить до складу Уральської сільської ради.
Населення — 234 особи (2010; 249 в 2002).
Національний склад:
- башкири — 76%